# デススマイルズ
『デススマイルズ』は、ケイブ製のアーケードゲーム。ジャンルは横スクロールシューティングゲーム。2007年10月19日稼動開始。

## 概要
プロギアの嵐以来、2作目の横スクロールシューティングである。元ケイブ社員であり漫画家の井上淳哉が、「グラフィックプレジデント」という肩書きで開発の中心に迎えられた。
井上淳哉により書かれた企画書には『エッセンシャルスマイルズ』というタイトル案があったが、販社にその企画書を持ち込んだ池田恒基が勝手に現在の形に変更。理由は「そのシャンプー的な名前がイヤだった」ため。
2007年7月、開発中の名称である『デスロリータ』が非公式発表、9月開催のアミューズメントマシンショー2007において正式発表。そしてハロウィン間近の10月中旬、全国のゲームセンターで稼動が開始された。
2008年10月10日にはバージョンアップ版である『デススマイルズ メガブラックレーベル』が稼動（生産枚数については公表されていない）。プレイヤーキャラクターに沼地ステージのボス「サキュラ」が追加、また各ステージの難易度に「レベル999」が追加された。さらにエクストラステージとして「水晶神殿」が、特定の条件を満たすことで出現する真ボス「ブラッディージルバ」が追加されている。
2009年4月23日、ケイブのXbox 360初参入作品として、様々な追加要素を盛り込んだXbox 360版が発売された。
2011年7月7日、新規要素を追加した『デススマイルズ for iPhone/iPod touch』を配信開始。
『ケイブシューティングコレクション』にも収録。2013年3月28日発売。
同じケイブからスマートフォンアプリとして展開している『ゴシックは魔法乙女〜さっさと契約しなさい!〜』とは世界観を共有している。

## ストーリー
現世界から異世界の国「ジルバラード」に迷い込んでしまった少女たち。異世界に迷い込んだことで特殊な魔法能力を得た彼女らは、ディオールという名の老人によって保護され、その能力の貢献によって人々は平和に暮らしていた。しかし、突然伝説上の魔物が各地に出現し人々を襲うという事件が発生、平穏は引き裂かれた。ディオール家の少女たちは国王を通じてディオールから魔物退治の命を受け、地獄と化した世界に舞い降りる。

## 特徴

### 左右への撃ち分け
Aボタン、Bボタンで左右へショットを撃ち分けるシステムを採用しており、敵配置は画面全体を利用した様々な配置がなされている。

### 多様な難易度
本作ではプレイヤー側からステージの順番・難易度を任意に決定することができる（システムの詳細は#ステージ構成を参照）。

### 弾幕系シューティングか否か
プロデューサーの浅田誠をはじめとする、開発者側は本作について「本作は弾幕ではない（でもちょっとは弾幕あったかもしれません）」と発言していたり、逆に「弾幕カオスを楽しんで欲しい」との発言もあり一定しない。

### 美術表現・音楽
本作ではグラフィックプレジデントとして井上淳哉が製作に参加している。
本作において全体的な世界観作りの題材として選ばれたのはゴシックホラーである。背景として使われているのは夜の墓場や満月の下の古城など、おおむね定番に則ったものであり、井上グラフィックプレジデントは「使い古されたジャンルだがそこに逆に斬新さを感じた」と語っている。
BGMの作曲は、ベイシスケイプの並木学が参加。エレキギターとチャーチオルガンを中心とした楽器構成、コーラスをBGMに取り入れる、クラシック音楽のアレンジを使用するなど、様々な作曲手法が用いられている。

### 追加要素
稼動後、メーカー側から順次公開されるコマンドをゲーム中に入力することによって追加要素が開放される。「デススマイルズ メガブラックレーベル」では追加要素を加えた上でデフォルトとなっている。
- 2007年11月 - プレイヤーキャラクターに「フォレット」が追加。
- 2007年11月 - プレイできるステージに「峡谷」が追加。
- 2007年12月 - プレイヤーキャラクターに「ローザ」が追加。

## 操作方法
8方向1レバー（移動）+3ボタン（左ショット、右ショット、召喚魔法）で操作。

### 攻撃操作
ショットボタンが2つあり、それぞれ左と右に攻撃できる。どちらか片方のショットボタンを押し続けると強力なショット発射（以下、レーザーと記載）、この間は自機の移動速度が下がる。自機の背中側に敵キャラが出てきた場合、警告として矢印と共に「ENEMY」の文字が現れる。
左右の2つのショットボタンを同時押しすることにより、自機または使い魔周辺の敵を自動的に攻撃するロックショットを発射する。ロックショット使用時はアイテムカウンタが減少するが、カウンタが0になってもロックショット自体はそのまま継続される。ロックショットで敵を撃破すると、通常ショットでの撃破より多めにアイテムが発生する。

### 使い魔
自機キャラクターの近くには使い魔（オプション）がおり、自機のショットに応じて同じ向きにショットを発射するほか、自機の移動に応じて自機キャラクターの周囲を移動する（レバー入力の反対）。ショット、レーザーのどちらか（キャラクターによって異なる。詳細は登場キャラクターを参照。）を撃っている間はオプションは自機の移動に関係なくその場で固定され、その間は通常より強化された特殊なショットを発射する。また、使い魔が撃ち返し弾（後述）に接触するとその撃ち返し弾を吸収し、自機を防御することができる。

### 召喚魔法
召喚魔法はいわゆるボムで、範囲の広い攻撃とともに自機が一定時間無敵になる。2人プレイの場合、ストック数は共有となる。最大6つとなっており、ボムアイテム（召喚の魔法書）取得で１つ増える。ライフのセグメント1つ分の被弾で所持数が3つに初期化される。
使い魔を介して攻撃を行うため、その間使い魔からの攻撃は行われないが、2Pが使用した場合は使い魔を介さずに行うため攻撃が可能となる。

### パワーアップ
敵を破壊すると大・中・小の得点アイテムが出現するが、これを獲得することによってアイテムカウンタが上昇し、最大値(1000)の状態でショットボタンを2つ同時に押し続けると自機をパワーアップさせることができる。パワーアップ中は自機の攻撃力が大幅に強化され、さらに敵弾以外には接触してもダメージを受けなくなる。また、パワーアップした時点で、敵弾は大王冠に変換される。
パワーアップ直後からアイテムカウンタが減少し続け、アイテムカウンタが0になるか敵弾に触れてダメージを受けることで通常状態へ戻る。パワーアップ中に召喚魔法を使うとアイテムカウンタが大きく減少するほか、ロックショット、レーザー、ショットの順で攻撃に応じたカウンタの減少が発生する。
パワーアップ中は出現する得点アイテムの量が大きく増えることから、スコア稼ぎを狙うにはステージ毎にパワーアップをうまく組み込む必要がある。

### 得点アイテム
スケルトンリング（ドクロ）、クラウンティアラ（王冠）、ハイクラウン（大王冠）が得点アイテムとなっており、取得すると得点とともにアイテムカウンタとプラス値（累積カウンタ、下記参照）が上昇する。これらは排出と同時に画面下に落下していき、画面下や地形に接触すると下位のアイテム2つ分に分裂する。パワーアップ中はプラス値の上昇が種類に関係なくなるため、意図的に分裂させてプラス値を増やす手段もある。
本作の敵キャラクターのカテゴリは3種類に分かれており、ショットおよびレーザー、ロックショットのいずれかに対応した攻撃で撃破すると他の攻撃に比べて王冠を多めに排出する敵や、アイテムカウンタが1000およびパワーアップ時にどくろを排出する敵が存在する。一部敵を除き、使い魔のショットを当て続けるとドクロが排出される。
アイテムを取得すると、得点表示の右側に「+○○」とプラス値が表示され、アイテムの素点とプラス値の合算値が得点となる。これが1万を超えると「フィーバー状態」となり、排出されるアイテムが大王冠になる。このプラス値は、パワーアップ中はアイテムの種類に関係なく現時点でのプラス値に応じて一定数値分が加速的に増加する（最大20上昇）。また、使い魔に撃ち返し弾を防がせてもアイテム取得と扱われ、得点獲得とプラス値が上昇する。
スコアの稼ぎ方は以下に多くプラス値を蓄積させて、追加得点を得られるようにするところに重点が置かれている。

### ライフ・残機制
残機はライフ制を兼ねた特殊なゲージ制で、初期状態では3つのセグメントにライフが分かれている。
敵弾に当たると1セグメントのゲージ全てが、それ以外の敵攻撃（敵本体や、敵弾ではない敵攻撃）に接触すると1セグメントの半分のゲージが消失する。ショットの大半を阻害する障害物（地形）は、自機が接触してもライフは減らない。
1セグメントのゲージ全てが消失してしまった場合が、従来のミス扱いとなる。所持しているセグメントのゲージが全て無くなってしまった場合、ゲームオーバー。セグメントのゲージは特定条件を満たすことで出現するライフ回復アイテム（プリンアラモード(0.5回復)、ストロベリーパフェ(1回復)、デコレーションケーキ(2回復)）を取得することで回復できる(ライフ最大時は得点を獲得)。また、得点によるエクステンドではセグメントの数が増加（ライフの上限が増加）する。デフォルト設定では、エクステンドは2000万点と4500万点の2回行われる。

### 撃ち返し
撃ち返し弾は通常敵が発する敵弾と比べて小さく黄色いデザインとなっている。この撃ち返し弾に自機が接触した場合は、通常の敵弾と同じく1セグメント分のダメージを受ける。撃ち返し弾は自機の使い魔に接触すると消滅し、アイテムカウンタが上昇しスコアにも加算される。
なお、各ステージのボスを倒しても撃ち返し弾は発生しない。

## 登場キャラクター

### プレイヤーキャラクター
- ウィンディア

声：飯田奈保美
ディオール家三女、風使い。13歳。身長151cm。血液型A型。イギリス、ロンドン出身。恥ずかしがり屋で泣き虫、いつまでも子供のままでいたいような甘えっ子。通学途中に誘拐され、命の危険を感じた瞬間に光に包まれ行方不明になった。使い魔は白ふくろうのホゥ。使い魔はレーザー時に位置が固定される。
- キャスパー

声：林美穂
ディオール家四女、死霊使い（死霊使いはジルバラードでも非常に稀有であり、エンジェル達の目覚める魔法力としては最上級と設定されている）。11歳。身長142cm。血液型B型。ドイツ、ベルリン出身。6歳の頃にジルバラードへやってきた。ロストチルドレンになった理由は不明で、どんな事があったのか記憶の奥にしまいこんだまま思い出せないでいる。わがままでひねくれ者、人と打ち解けるのが苦手な性格。しかしそれは寂しさの裏返しで最も愛情に飢えており、素直になる方法が分からない不器用な少女である。使い魔はプチイービルのキキ。使い魔はショット時に位置が固定される。レーザー時には速度が大幅に低下する。
- フォレット

声：阿部留美
ディオール家次女、炎使い。14歳。身長155cm。血液型O型。フランス、パリ出身。10歳の頃にジルバラードへやってきた。嵐の夜に、増水した川に流されたまま行方不明になった。凍えるような思いをしたせいか「炎使い」として目覚め、その際の発火が山火事を起こす原因となり、消火のため駆けつけたエンジェルたちに保護された。部屋にこもって本を読むことが大好きで、人と接することが苦手なひきこもりタイプ。使い魔はベビードラゴンのボーボ。使い魔はレーザー時に位置が固定される。
- ローザ

声：田内夏子
ディオール家長女、妖精使い。17歳。身長160cm。血液型O型。アメリカ、シカゴ出身。8歳の頃にジルバラードへやってきた。交通事故に巻き込まれた時に異世界への扉を抜けた。瀕死の重傷を負っていたがディオールの治癒魔法により回復する。エンジェルの中で最も長くこの世界に暮らしており、その経験を生かしながらリーダーとして引っ張っている。何かとバラバラになりがちの姉妹を和ませようとよく冗談を言ったりするが、やや外し気味でその効果は定かではない。使い魔は妖精のティティー。使い魔はショット時に位置が固定される。

### ボスキャラクター
- サキュラ

声：仲村かおり
B-2面のボス。沼地を守る魔女。15歳。身長155cm。血液型AB型。使い魔は二羽のカラスのクゥタとカーコ。彼女もまた現世界から異世界に迷い込んだ少女である。本名はサクラ、現世界ではウィンディアの親友だった。
メガブラックレーベル版ではプレイヤーキャラクターとして使用可能。この場合、ボスキャラの側のサキュラは病気の母を救う為に行きたいと思う心と残りたいという心が分れて出来たものという設定。2人プレイの場合、相方のキャラからは「誰と話しているの?」と独り言を言っているかのように思われる。
- ジルバ

声：井上淳哉
最終面のボス。サキュラの父親で、この異世界に魔物達を呼び出した張本人。
『ゴシックは魔法乙女〜さっさと契約しなさい!〜』では、殆どのメインシナリオ、イベントシナリオでの黒幕として暗躍している。

### その他
- ディオール

ウィンディアたちロストチルドレンを保護し惜しみない愛情を注ぐ初老紳士。エンディングにのみ登場する。
かつて魔物たちの軍勢から国を守った「救国の英雄」であり、その功績によって貴族として認められ、広大な領地と大きな城を下賜されて暮らしている。独身。
実は彼も「エンジェル」達と同じく、ジルバラードに召喚された「ロストチルドレン」の一人である。魔法の力を酷使し続けたことと、老齢の為に現在は体調を崩しており、車椅子を使用している。
勿論魔法使いとしての力量は高く、特に治癒魔法においては今でもなお、ジルバラード内でも最高の遣い手と言われている。
- ティアラ

声：山名枝里子
ジルバラード国王の孫娘。14歳。使い魔はバクのムゥ。フォレットと同じ14歳でプライドが高くわがままだが、内面はとても優しい女の子。
『デススマイルズ ドラマCD』の第3章にて初登場しiPhone/iPod touch版にてプレイヤーキャラクターとして使用可能となる。

### 『デススマイルズI・II』のDLCプレイヤーキャラクター
『デススマイルズI・II』のDLCで使用可能になる『ゴシックは魔法乙女〜さっさと契約しなさい!〜』に登場するプレイヤーキャラクター。使用できるのは『I』と『メガブラックレーベル』のノーマル、Ver 1.1のみで、『I』と『メガブラックレーベル』のアーケード、『II』では使用できない。
当キャラクターは「GOMAOTU」モードで選択可能となり、エンディングでの選択肢は実質一本道となる。
- ラナン

声：瀬戸奈保子
- カトレア

声：岡田みほ
- スフレ

声：沖田かなで
- プルメリア

声：竹内裕美
- ロザリー

声：水野なみ

## ステージ構成
ステージ同士の間にはマップ画面が挟まれ、プレイヤーがステージの進行順を選択することができる。
ゲームは第1章1幕～第1章2幕～第2章1幕～第2章2幕～第3章1幕～第3章2幕の順に進行する。1幕・2幕それぞれにA面、B面、C面の3つの面が用意されており、これを章ごとに一つずつ選んでいく。1度クリアしたステージは再び選択できない。ステージを選択する際にはレベル（難易度）を1～3の3段階から選択することができる（レベル1がやさしく、レベル3が難しい）。ただし1幕と2幕それぞれにおいてレベル1とレベル2は1回までしか選択できない。
マップ上の6つのステージを全てクリア（＝第3章2幕をクリア）すると、最終ステージの第4章に到達できる。第4章は2部構成となっている。

### ステージ一覧
A-1・港町 " 燃えるハロウィンタウン "
ボスは彷徨える死神デスサイズ。
A-2・墓場 " 墓守の怒り "
ボスは埋められた男爵ジョルダン。
B-1・森林 " 迷いの森 "
ボスは森の幻術師ウローン。
B-2・沼地 " 底なし沼の魔女 "
ボスは沼の魔女サキュラ。
C-1・湖畔 " 湖畔の村の騒動 "
ボスは巨大牛メリー。
C-2・火山 " 目覚めた巨獣 "
3章までのステージの中で唯一、縦（下）方向にスクロールするステージ。
ボスは炎の神バヴァリア。
EXTRA・峡谷 " 峡谷を抜けて… "
隠しステージ。一定条件を満たせば、第3章2幕終了後に、EXTRAステージ経由で最終ステージに進むか、直接最終ステージに進むかを選択することができる。EXTRAステージには第何章かといった表記は無い。なお、EXTRAステージを選択した場合それまでに選択したレベルに関わらず以降のステージは撃ち返し弾が発生するようになる（撃ち返し弾有りの状態でEXTRAステージを選択した場合は通常以上の量の撃ち返し弾が発生するようになる）。
峡谷を登り頂点まで到達した後に、洞窟の中を下って進んでいく長丁場のステージ。これまでに登場した敵キャラクターの多数が登場する。
ボスは双子の竜王デヴァリア・ギヴァリア。
左右からプレイヤーキャラクターを取り囲むように同時攻撃を仕掛けてくる。
FINAL・古城 " 冥界城 "
ボスは扉を開く者ジルバ。
これを倒すとラスボスの魔界帝王ティラノサタンとの戦闘に入る。
ブラックレーベルではある条件を満たすと今までよりも強力な真ボスブラッディージルバとの戦闘に入る。

## 移植

### Xbox 360版
Xbox 360版では浅田プロデューサーより下記の追加要素が発表された。
Xbox 360モード
背景以外のグラフィックをすべて描き直し、渓谷と城以外の全ステージで難易度レベル1・2（どちらも回数制限なし）を選択できるようにした家庭用モード。他の要素はアーケード版に準拠。
バージョン1.1
操作方法やバランスに調整が施されたアレンジモード。主な特徴は下記の通り。
- 使い魔をショットの形態に関係なくRSボタンで任意に操作できる。ジョイスティックでもボタンとの組み合わせによりレバー操作可能。
- アイテムカウンタ100からパワーアップ可能。またアイテムスコアの上限が99999点まで増加。
- 全レベルでボス戦でパワーアップすると撃ち返し弾が発生する
- 難易度レベル2以上ではパワーアップ時に撃ち返し弾が発生する
- 難易度レベル3では必ずデスモードへ突入する。
- ボスにロックショットを撃ち込むとアイテムカウンタが増える
- エクステンドは3000万点と10億点で行われる

Xbox Live
Coopモードによるオンライン協力プレイ、スコアアタックモードによるオンラインスコアの登録が可能。ボイスチャット対応。
リプレイモード
クリアorゲームオーバーまでのプレイ内容を保存、再生できる。スコアアタックで登録された他プレイヤーのリプレイも再生可能。

以下はダウンロードコンテンツ配信のもの
フルボイスダウンロード
予約特典として限定配信されたドラマパート部分のボイスデータ。設定によりボイスのOFF/ONが可能。
メガブラックレーベル
アーケード版、Xbox 360モードのメガブラックレーベルバージョン。Xbox 360マーケットプレイスからダウンロードコンテンツにて1200MSPで配信。廉価版のプラチナコレクションには初めからインストール済み。

### iPhone/iPod touch版
iPhone/iPod touch向けの携帯アプリへ、アーケード版『デススマイルズ』と「iPhone MODE」を搭載して移植された。
「iPhone MODE」は新キャラ「ティアラ」を操作しアイテムを集めて最強キャラを作るオリジナルモードとなっている。
「iPhone MODE」では基本的な進行はアーケードモードと同一だが、シナリオが新規書き下ろしでキャラクターデザインが一新されており森ゆきなつが担当している他、BGMも一新されCAVEサウンドチームの宮本武が担当。ティアラとサキュラのボイスが新録されている。

### ケイブシューティングコレクション版
パッケージイラストは通常版に準処。

### デススマイルズ I・II
シティコネクションが開発・発売を担当。2021年12月16日発売予定。
デススマイルズアーケード版（各バージョン違い含む）、家庭用版およびメガブラックレーベル、IIアーケード版と家庭用版といった、リリースされたアーケードおよび家庭用の細かい要素を全て収録。
ダウンロードコンテンツとして、ゴシックは魔法乙女の五乙女がプレイアブルキャラとして登場。また、ゴシックは魔法乙女の楽曲を担当していた松本大輔が本モードのアレンジ楽曲でも参加している。

## 脚註
1. ↑  『月刊アルカディア』2010年3月号 51ページ
2. ↑  アミューズメントマシンショー2007　ケイブ出展情報: ■「デススマイルズ」開発スタッフにインタビュー！
3. 1 2  アミューズメントマシンショー2007　ケイブ出展情報: ■AMショー、2日目（業者招待日）のレポートをお届けします！
4. ↑  ブラックレーベルVer1.1のみXbox 360マーケットプレイスからのダウンロード必須。